# Menea
Menea es un despoblado que actualmente forma parte de la localidad de Navarrete, del concejo de Urrúnaga, que está situado en el municipio de Villarreal de Álava, en la provincia de Álava, País Vasco (España).

## Historia
Estando situado entre Cestafe, Eribe y Navarrete, se desconoce cuándo se despobló y lo último que desapareció fueron los restos de su Ermita de San Juan a mediados del siglo XIX. Actualmente parte de sus tierras se hallan bajo las aguas del Embalse de Urrúnaga.